# Gottscheer Gedenkstätte
Gottscheer Gedenkstätte – muzeum i miejsce pamięci w kaplicy w Grazu w dzielnicy Mariatrost w Austrii, poświęcone Koczewarom, otwarte w 1967 roku. 

## Historia
Komitet budowy kaplicy zawiązał się w maju 1963 roku. Zbudowano ją niedaleko bazyliki Mariatrost według projektu Eberhardta Jägera (ur. 1921, zm. 2009), budową kierował inżynier Josef Pongratz.  
Kaplica została konsekrowana 27 sierpnia 1967 roku przez archidziekana wojskowego Haralda Trippa, w uroczystości wzięli udział Koczewarowie m.in. ze Styrii i Karyntii. Muzeum otwarto w sierpniu 1967 roku. Upamiętnia ono niemieckojęzyczną grupę etniczną Koczewarów, która żyła w Słowenii przeszło 650 lat i została zmuszona do ekspatriacji. Wstęp jest bezpłatny, kaplica jest otwarta od maja do września, od października do kwietnia można ją zwiedzić po wcześniejszym uzgodnieniu. Wystawy specjalne były organizowane w sierpniu i we wrześniu. Obiektem w latach 80. XX wieku zarządzał Heinrich Scemitsch. Z okazji 50-lecia obiektu w 2017 roku całkowicie przeprojektowano wystawę stałą. 

## Architektura
Na ścianach kaplicy na marmurowych tablicach wyryto ponad 1300 nazwisk Koczewarów – ofiar obu wojen światowych, wypędzonych i uciekinierów. Krzyż ołtarzowy będący dużym podwieszonym krucyfiksem zaprojektował Koczewar Helmut Loske. Witraże zaprojektował prof. Franz Felfer.

## Ekspozycja
Wystawa na dwóch podziemnych kondygnacjach świątyni dotyczy historii oraz języka grupy Koczewarów, strojów tradycyjnych, życia codziennego w chłopskiej izbie, ruchu intelektualnego i artystów. Oprócz eksponatów prezentowane są nagrania audiowizualne ze świadkami historii. W podziemiach znajduje się także archiwum.